# Большая прогулка
«Больша́я прогу́лка» (фр. La Grande Vadrouille) — французский фильм 1966 года, рассказывающий о двух парижанах, которые помогают экипажу британского бомбардировщика, сбитого над оккупированной столицей Франции, скрыться от нацистов. Легендарная кинокомедия, более четырёх десятилетий остававшаяся самой успешной французской лентой в национальном прокате.

## Сюжет
Действие фильма разворачивается во время Второй мировой войны на территории оккупированной Франции.
Лето 1942 года. Возвращаясь после выполнения задания, бомбардировщик британских Королевских Военно-воздушных сил получил повреждения от зенитного огня, сбился c курса, вышел из облаков прямо над Парижем и был подбит немецкими зенитками. Экипаж вынужден прыгать с парашютами из горящего самолёта прямо в центр огромного города.
Трём британским лётчикам удаётся ускользнуть от немецких патрулей: командир эскадрильи и первый пилот самолёта сэр Реджинальд Брук (Терри-Томас) спасён служителем Парижского зоопарка в Венсенском лесу; раненому штурману Питеру Каннингему (Клаудио Брук), приземлившемуся прямо во дворе парижского гестапо, помогают убежать от нацистов маляр Огюстен Буве (Бурвиль) и юная парижанка Жюльетта (Мари Дюбуа); стрелка-радиста Алана Макинтоша (Майк Маршалл) забросило на крышу Парижской Оперы, где его находит и прячет от майора парижской комендатуры Ашбаха (Бенно Штерценбах) в своей артистической самовлюблённый и ворчливый главный дирижёр Станислас Лёфор (Луи де Фюнес).
Теперь оставшимся на свободе нужно собраться вместе — но как? Немцы настороже, а французским языком сносно владеет только командир эскадрильи. Приходится отправить Огюстена и Станисласа в баню — в буквальном смысле слова: покидая подбитый самолёт, англичане назначили местом встречи турецкие бани близ Парижской мечети. Звуковым паролем французам должен послужить известный американский мотивчик «Tea for Two», запрещённый оккупантами, а основной приметой для опознания — роскошные усы сэра Реджинальда…
В результате и Буве, и Лёфор, опознанные майором Ашбахом, вынуждены бежать на юг вместе с англичанами, принимая невольное участие в ведущейся майором охоте в качестве невинной дичи. По дороге всем им не один раз приходится прибегать к помощи как представителей французского Сопротивления, так и обычных граждан, ни один из которых не отказывается принять участие в судьбе английских лётчиков. После долгого и полного приключений бегства от немецких оккупационных сил герои фильма достигают демаркационной линии. И, воспользовавшись кстати подвернувшимися на полевом аэродроме планерами, улетают на безопасную территорию Виши.

## Производство фильма
Второй (после «Разини») фильм режиссёра Жерара Ури, в котором он свёл двух знаменитых комиков — Бурвиля и Луи де Фюнеса. В данном комическом дуэте режиссёр вновь попытался противопоставить персонажей с разными темпераментами (флегматика и холерика), принадлежащих к разным социальным слоям общества.
Съёмки начались 16 мая 1966 года, а уже 8 декабря состоялась премьера фильма.

## Роли исполняли
- Луи де Фюнес — Станислас Лёфор, дирижёр Парижской Оперы
- Бурвиль — Огюстен Буве, маляр
- Терри-Томас — сэр Реджинальд Брук («Большие усы»)
- Бенно Штерценбах[фр.] — майор Ашбах
- Клаудио Брук — Питер Каннингем
- Майк Маршалл — Алан Макинтош
- Мари Дюбуа — Жюльетта
- Колетт Броссе — Кермен, хозяйка гостиницы
- Ги Гроссо — болтливый музыкант
- Мишель Модо — косоглазый солдат
- Анри Жене[фр.] — сторож Венсенского зоопарка
- Поль Пребуа — рыбак
- Андреа Паризи — Мари-Одиль

## Использованная в фильме музыка
- В самолёте пилоты насвистывают мелодию американской песенки «Tea for Two» («Чай на двоих»; 1924).
- В сцене на просёлочной дороге англичане маршируют, насвистывая мотив «Rule, Britannia» («Правь, Британия, морями»; 1740).
- В финале картины звучит «Ракоци-марш» из драматической легенды «Осуждение Фауста» (1846) Гектора Берлиоза, который в начале фильма репетирует оркестр под управлением Лёфора.

## Технические данные
Оригинальный негатив фильма снят анаморфотной оптикой на 35-мм киноплёнке в широкоэкранном формате «Панавижн» с соотношением сторон кадра 2,35:1. Длина фильма — 3385 метров. Оригинальная фонограмма — оптическая одноканальная.
В советском прокате фильм вышел в совместимом с «Панавижн» формате «Широкий экран» с тем же соотношением сторон изображения.

## Прокат в СССР
- В СССР дубляж выполнен на киностудии «Союзмультфильм» (режиссёр дубляжа — Георгий Калитиевский, перевод — Евгения Гальперина).
- В 1971 году фильм вышел в кинопрокате СССР, где его посмотрели 37,8 млн зрителей[4].

## Награды
Фильм считался самым успешным во Франции со времени премьеры и до 1997 года, когда на экраны вышел «Титаник». Кроме того, в течение 42 лет фильм «Большая прогулка» был лидером французского кинопроката среди французских лент — его посмотрело более 17 миллионов зрителей, этот рекорд был побит лишь в 2008 году комедией «Бобро поржаловать».
- 1977 — Премия «Золотой экран», Германия[7]